# Luigi Tazzini
Luigi Tazzini (1868) è stato un pittore italiano.

## Biografia
Di origine lombarda formatosi all'Accademia di belle arti di Brera di Milano, nel 1896 viene chiamato da Augusto Richard ad assumere il ruolo di direttore artistico della neonata "Società Ceramica Richard-Ginori".
Nel 1900 visita l'Esposizione Universale di Parigi e rimane affascinato dall'Art Nouveau. Al ritorno orienta la produzione della manifattura di Doccia verso il nuovo stile proveniente dal nord Europa ed influenzato dalle profonde innovazioni della Secessione viennese.
Nel 1902, sotto la sua direzione, la ditta presenta la produzione all'Esposizione Internazionale di Torino, nel 1903 e nel 1906 a Milano e nel 1907 a Bologna.
Viene accreditato dell'invenzione della "tazzina" per il caffè, che da lui avrebbe preso il nome, e sarebbe stata prodotta per la prima volta nello stabilimento milanese della Richard-Ginori.
Nel 1923 lascia la direzione artistica della manifattura, che viene affidata all'architetto Gio Ponti, ma continua il rapporto di collaborazione con la Richard Ginori, diventando il braccio destro di Ponti. Nel 1935 organizza la "Mostra della Produzione Ceramica Richard-Ginori" organizzata a Doccia.